# Половинка (Солтонский район)
Половинка — упразднённый посёлок в Солтонском районе Алтайского края. На момент упразднения входил в состав Макарьевского сельсовета. Исключён из учётных данных в 1983 году.

## География
Располагался в предгорьях Алтая, на левом берегу реки Уруна, у подножья горы Чинина, приблизительно в 5 км, по прямой, к юго-западу от села Макарьевка.

## История
Основан в 1700 году. В 1928 году деревня Половинка состояла из 150 хозяйств, в ней располагалась школа 1-й ступени. В административном отношении являлась центром Половинского сельсовета Солтонского района Бийского округа Сибирского края.
Решением Алтайского краевого исполнительного комитета от 27.07.1983 года № 270 посёлок исключён из учётных данных.

## Население
Согласно переписи 1926 года в деревне проживало 700 человек (333 мужчины и 367 женщин), основное население — русские.